# Антидопинг
Антидопинг је супротстављање узимању стимулативних средстава у спорту, који могу да донесу тренутне резултате али су врло штетни, и онемогућавају стварну конкуренцију.